# 蜂須賀綱矩
蜂須賀 綱矩（はちすか つなのり）は、阿波国徳島藩の第5代藩主。

## 生涯
蜂須賀隆矩（徳島藩第2代藩主・蜂須賀忠英の四男）の長男。母は紀州藩士・松平宣助の娘・お七。初名は龍之（たつゆき）。
延宝6年（1678年）、従兄の第4代藩主・蜂須賀綱通が23歳で実子なくして亡くなったため、その養子という形をとって第5代藩主となる。若年のため、伯父の蜂須賀隆重の補佐を受ける（延宝6年10月7日～元禄4年（1691年）閏8月28日）。慣例により、綱通と同様、第4代将軍・徳川家綱の偏諱を受けて綱矩（「矩」は実父・隆矩の1字）と改名する。
延宝6年（1678年）、伯父の蜂須賀隆重に5万石の分知を与えて阿波富田藩を立藩させている。
延宝8年（1680年）5月8日に家綱が死去したが、先代の頃から預かっていた堀田正信が5月30日に殉死、責任を問われて7月19日に第5代将軍・徳川綱吉から閉門を命じられた。11月27日には閉門を免ぜられた。
なお、綱矩の代の享保12年（1727年）、陸奥守山藩主松平頼貞のとりなしで、初代以来不通であった福岡藩主黒田家と和解している。松平頼貞正室は、伯父・蜂須賀隆重の次女である。

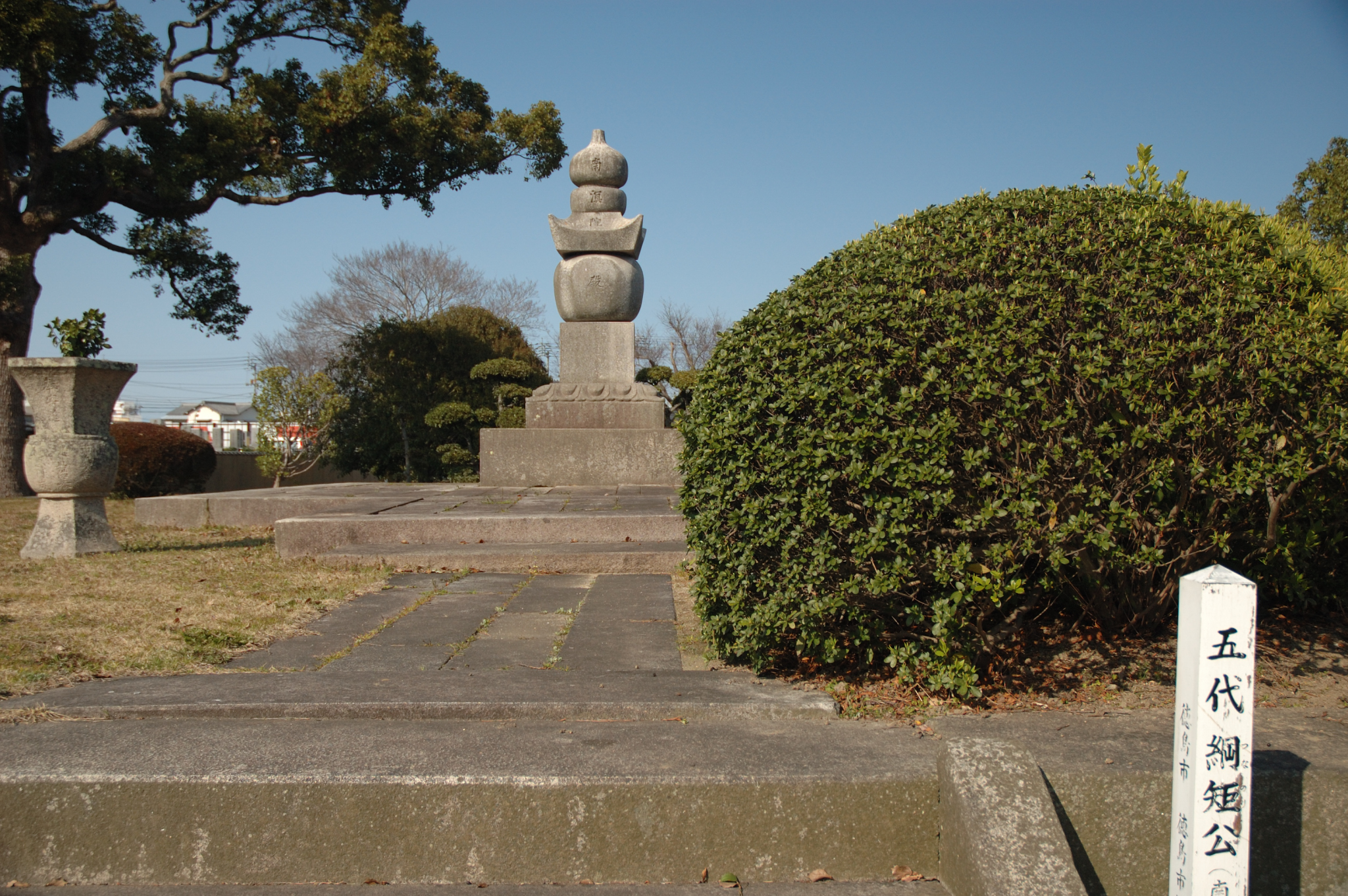
興源寺の墓所（徳島県徳島市下助任町）

長命であり多くの子をもうけたが、嫡男・吉武には夭折され（享保10年5月2日（1725年6月12日）没）、支藩阿波富田藩の蜂須賀隆長のもとに養子に出ていた四男・宗員を呼び戻して嗣子としている。享保13年（1728年）隠居し、家督を宗員に譲った。宗員は富田藩3代藩主だった為に跡継ぎが居なくなり廃藩。本家に吸収された。
享保15年（1730年）死去。享年70。

## 系譜
- 父：蜂須賀隆矩
- 母：お七 - 松平宣助の娘
- 養父：蜂須賀綱通（1656-1678）
- 正室：蒼涼院 - 園、奥津庸広の娘
  - 次男：蜂須賀吉武（1692-1725）
- 継室：架祥院 - 架、安西作左衛門の娘
  - 四男：蜂須賀宗員（1709-1735）
- 側室：横山氏
  - 男子：蜂須賀小太郎
  - 三男：蜂須賀隆寿（1694-1756）
  - 男子：蜂須賀岩丸
- 側室：福良氏
  - 女子
- 側室：某氏
  - 男子：蜂須賀老之丞
  - 女子：蓮光院 - 井伊直惟正室
  - 男子：蜂須賀八五郎
  - 男子：蜂須賀源五
  - 女子 - 小笠原忠貞正室
  - 女子 - 大久保忠興婚約者
  - 女子 - 安藤信尹婚約者